# HD 65448
HD 65448，又名BD+63 749，SAO 14407、HR 3112，是一颗恒星，视星等为6.4，位于銀經153.47，銀緯31.97，其B1900.0坐标为赤經7h 53m 33.1s，赤緯+63° 31.97′ 54″。